# Carabodes ikeharai
Carabodes ikeharai är en kvalsterart som beskrevs av Aoki 1988. Carabodes ikeharai ingår i släktet Carabodes och familjen Carabodidae. Inga underarter finns listade.